# 麻田街

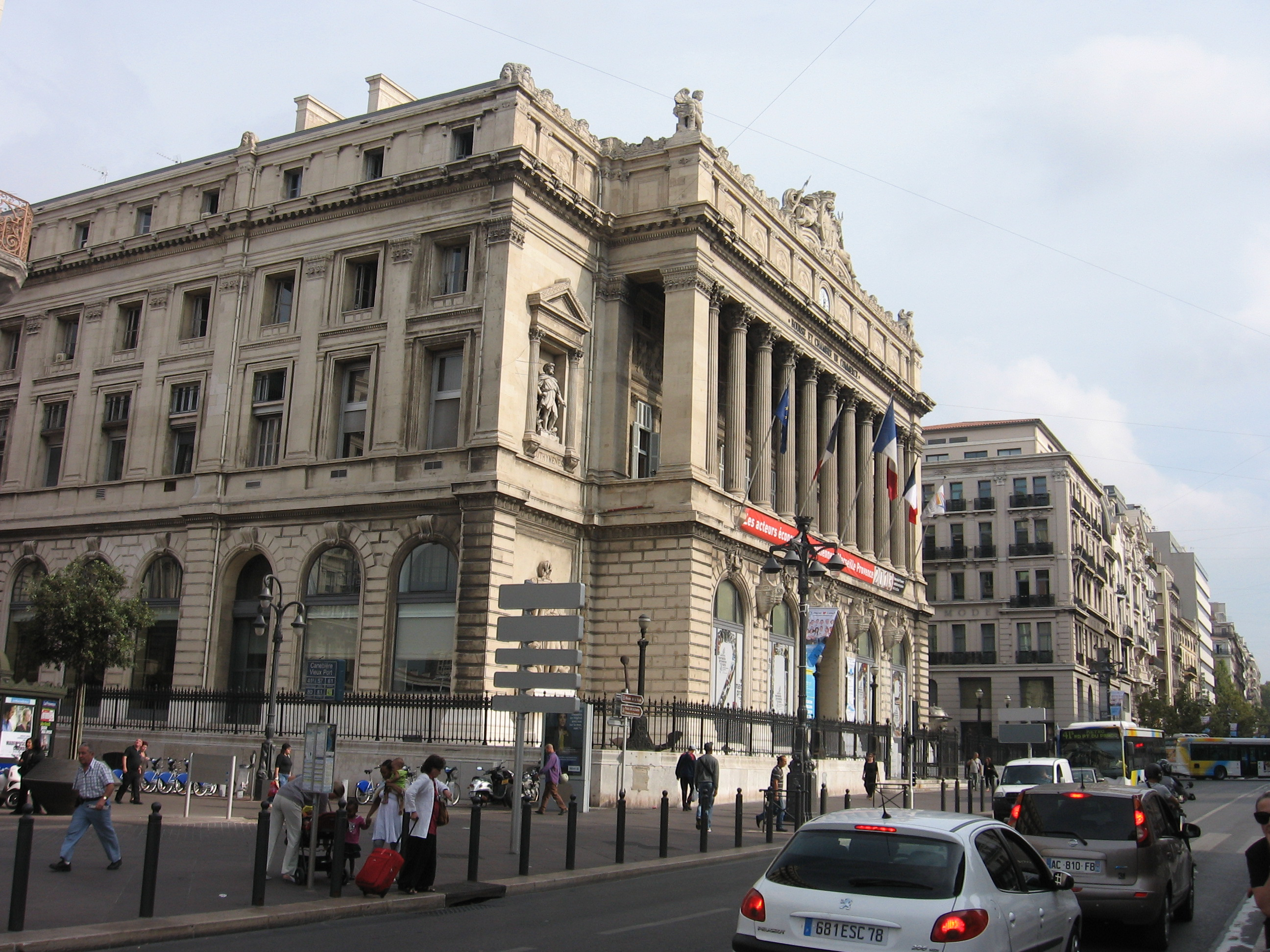
麻田街上的交易所

麻田街（La Canebière）是法国马赛老城区的主要街道，历史悠久，长约1公里，西起马赛老港，东到Réformés区。 
1934年10月9日，南斯拉夫国王亚历山大一世在此遇刺，同车的法国外交部长路易·巴尔杜也在刺杀中身亡。
1938年10月28日，Nouvelles Galeries商店被大火烧毁，烧死75人。悲剧导致马赛的消防队重组，市长亨利塔索被撤职。
马赛轻轨的T2线经过罗马街与Réformés之间的麻田街。沿街还有M1线的老港地铁站和M2线的诺瓦耶（Noailles）地铁站。